# 의성부원대군
의성부원대군(義城府院大君, 생몰년 미상)은 고려(高麗)의 태자(太子)이자 태조(太祖)와 의성부원부인(義城府院夫人)의 아들이며 성은 왕(王) 이름은 전해지지 않고 본관은 개성(開城)이다.

## 생애
개국공신인 태사 삼중대광 홍유의 딸로 태조의 후궁이 된 의성부원부인의 소생이다. 태조와 태조의 제6비 정덕왕후소생의 공주와 혼인하였는데, 이는 이복 남매간의 혼인으로, 고려 초 왕족의 근친혼의 한 예이다.

## 가계
- 부왕 장인 : 태조(太祖)
- 모후 : 의성부원부인(義城府院夫人)
  - 태자 : 의성부원대군(義城府院大君)
- 장모 : 정덕왕후 유씨(貞德王后 柳氏)
  - 부인 : 부인 류씨(夫人 柳氏)
- 외조부 : 홍유(洪儒)

1. ↑  이름 미상
2. ↑  이름 미상
3. ↑  이름 미상
4. ↑  이름 미상
5. ↑  이름 미상
6. ↑  이름 미상